# Битва при Ямболе
Битва при Ямболе — сражение, произошедшее весной 1049 года между армией Византийской империи под командованием Константина Арианита и печенегами, завершившееся разгромом Византийских войск рядом с современным городом Ямбол, который в 1049 году назывался Dampolis.

## Предыстория
Хан печенегов Тирах поссорился со своим военачальником Кегеном, и 20 000 печенегов под руководством Кегена переселились в Византию и принялись настолько деятельно оборонять границу империи от печенегов Тираха, что тот в ответ в 1048 году предпринял набег на империю, перейдя замерзший Дунай по льду. В византийских документах фигурирует невозможная цифра в 800 000 печенегов. В печенежском войске из-за доставшихся им обильных, но непривычных для кочевников запасов еды началась дизентерия и византийское войско поддержанное печенегами Кегена легко одолело печенегов Тираха, который сам попал в плен. Позже часть его печенегов была переселена в Мёзию, к северу от Фракии. 15 000 печенегов восстали во время похода против сельджуков в начале 1049 года. Весной 1049 года война с печенегами шла уже внутри границ империи, печенеги объединились и начали нападать на Македонию и Фракию. Тирах поклялся императору, что усмирит восстание, был выпущен из плена и тут же вопреки клятве возглавил восставших.

## Сведения о сражении
Существует несколько записей о сражении. Предположительно о нем писал Кекавмен в Стратегиконе. Явно субъективная оценка Кекавмена указывает на то, что он скорее всего лично и не очень успешно принимал участие в боевых действиях против печенегов. Более подробно о сражении пишет Михаил Атталиат в своей «Истории». Сражение упоминает и Георгий Кедрин.

## Сражение
Весной 1049 года византийская армия под командованием дуки (командующего) Запада Константина Арианита выступила против печенегов, но была ими разбита вблизи города Ямбол. Источники приписывают неудачу стратегическим ошибкам византийского командования, в частности, спешке: войско вступило в бой сразу после марша, не отдохнув и не построив лагерь.

## Последствия
После поражения при Ямболе, Византийцы расположились в Адрианополе. Но вскоре вновь были разбиты ханом Тирахом, а Арианит попал в плен и был убит.